# Едвард Кејв
Едвард Кејв, (енгл. Edward Cave; 27. фебруар 1691 — 10. јануар 1754) је био енглески штампар, уредник и издавач. Магазин за џентлмене који је сам осмислио и издавао је први часопис посвећен општим темама у модерном смислу те речи.
Кејв је рођен у рударској породици у месту Њутон близу Рагбија где је похађао основну школу, из које је искључен након што је оптужен да је покрао управитеља. Бавио се разним пословима, између осталог, радио је и као продавац дрвене грађе, извештач и штампар. Осмислио је периодични часопис који је требало да се бави свим темама за које је могла бити заинтересована образована читалачка публика, од трговине до поезије, и покушао да убеди неколико лондонских издавача и кљижара да реализују његову идеју. Како нико није показао жељу да се упусти у тај подухват, Кејв је одлучио да га оствари сам. Магазин за џентлмене је почео да излази 1731. године и врло брзо је постао најутицајнији и највише копиран часопис свог времена, захваљујући чему се његов идејни творац брзо обогатио.
Кејв је био довитљив бизнисмен. Посветио се у потпуности магазину, ретко напуштајући своје канцеларије у Клеркенвелу. У часопису је објављивао прилоге великог броја сарадника, од којих је најпознатији био Семјуел Џонсон, човек врло захвалан Кејву због тога што му је обезбеђивао главни извор прихода током дугог низа година. И сам Кејв је писао за часопис под псеудонимом Силванус Урбан (енгл. Sylvanus Urban).
Кејв је патио од гихта. Сахрањен је у цркви Св. Џејмса у Клеркенвелу, централном делу Лондона.